# Kuripan (Garung)
Kuripan is een bestuurslaag in het regentschap Wonosobo van de provincie Midden-Java, Indonesië. Kuripan telt 1857 inwoners (volkstelling 2010).